# Батуринський район
Батуринський райо́н — адміністративно-територіальна одиниця, існував у 1923—1932 та 1935—1960 рр.; знаходився у східній частині сучасної Чернігівської області.

## Географія
Поверхня — низовинна слабкохвиляста рівнина, розчленована долиною річки Сейм. Корисні копалини: піски, глина. Ґрунти — в основному дерново-підзолисті. Ліси змішані (сосна, береза, вільха, дуб, осика).

## Історія

Батуринський район на мапі 1925 року.

1 січня 1923 р. було запроваджено новий адміністративний поділ: 4-ступеневий поділ (село, волость, повіт і губернія) замінено 3-ступеневим: сільрада, волрайон і округа (середнє між губернією і повітом). Таким чином у складі Конотопської округи (округу) Чернігівської губернії Української РСР з'явився Батуринський волосний район. Він був створений на території колишніх Батуринської і Краснянської волостей.
До адміністративно — територіальної одиниці увійшли населені пункти: Батурин, Пальчики, Городище, Красне, Матіївка, Митченки, Нові Млини, Обмачів, Кербутівка.
Станом на 1923 р. Батуринський район:
- сільрад — 8,
- населених пунктів — 43,
- населення — 29805,
- площа (квадратних кілометрів) — 425,7.[1].

Станом на 1926 р. Батуринський район:
- сільрад — 11,
- населених пунктів — 47,
- господарств у селах — 7231,
- площа (квадратних кілометрів) — 567,4,
- населення обох статей — 35 969,
- трудових шкіл І-IV гр. — 13,
- учнів у них — 1556,
- хати—читальні — 8,
- лікарські амбулаторії — 3,
- лікарні — 2,
- в них ліжок — 15,
- с/г артілі — 2.[2]

У 1932 році з переходом на триступеневу адміністративно-територіальну систему «район — область — центр» було створено п'ять областей (Київська, Одеська, Харківська, Дніпропетровська, Вінницька) і Батуринський район на деякий час (лютий — жовтень 1932) увійшов до складу Бахмацького району Київської області Української РСР. 15 жовтня 1932 р. постановою Всеукраїнського центрального виконавчого комітету (ВУЦВК) за рахунок зменшення Київської і Харківської областей створено Чернігівську область.
Постановами ВУЦВК від 22 січня 1935 і 17 лютого 1935 р. на території Чернігівської області було створено 20 нових районів (з 36 їх стало 56). 17 лютого 1935 р. за рахунок розукрупнення Бахмацького, Борзнянського і Конотопського районів був утворений Батуринський район. При цьому села Пальчики та Городище залишилися в Бахмацькому районі, а до Батуринського були приєднані села Головеньки, Атюша та Пролетарське.
Того ж року в Батурині почала виходити районна газета «Сталінський шлях». У 1936 р. відкривається районний універмаг. У листопаді 1937 р. на площі біля райклубу відкрито пам'ятник В. Леніну.
Станом на 1 грудня 1959 р. Батуринський район: територія (тис. га) — 68,9 ; с/рад — 10; населених пунктів — 44.
У 1959—1960 рр. ліквідовано 13 районів Чернігівської області. Батуринський район ліквідовано згідно Указу Верховної Ради УРСР від 30 листопада 1960 р. Його територія була розділена між Коропським, Бахмацьким та Борзнянським районами. Батуринська сільська рада, яка 31 жовтня 1960 р. була перетворена у селищну, разом з сільськими радами Красного, Матіївки, Митченок, Обмачева увійшла до складу Бахмацького району. Села Атюша та Пролетарське відійшли до Коропського району, села Головеньки та Нові Млини — до Борзнянського.